# Katedra Mariacka w Hamburgu
Katedra Mariacka w Hamburgu (niem. Mariendom) – hamburski kościół wyburzony w 1806.
Katedra Mariacka była pierwotnie siedzibą arcybiskupa Hamburga. Po najeździe wikingów w 845 i splądrowaniu miasta przeniesiono siedzibę arcybiskupa do Bremy, a archidiecezję hamburską połączono z diecezją bremeńską, tworząc archidiecezję bremeńsko-hamburską. W Hamburgu pozostała tylko kapituła, a dotychczasowy kościół otrzymał status katedry. Istniejącą budowlę przebudowano w XIII wieku na potężną katedrę w stylu gotyckim. Po nadejściu reformacji w 1529 archidiecezja została całkowicie zniszczona, a katolicka dotychczas katedra stała się od tej chwili luterańską, będąc swoistą enklawą na terenie Hamburga. W wyniku pokoju westfalskiego w 1648 archidiecezję oficjalnie zniesiono, a nikomu niepotrzebna katedra zaczęła powoli popadać w ruinę. Z nadejściem XIX wieku częściowo się zawaliła. W 1806 została zburzona.

## Lokalizacja
Katedra była położona na obszarze najstarszego osadnictwa w Hamburgu, na morenowo-sandrowym terenie pomiędzy rzekami Alster i Łabą, na południe kościoła św. Piotra, w obrębie dzisiejszych ulic: am Speersort, Schmiedestraße i Domstraße; nazwa tej ostatniej jest właśnie wspomnieniem po nieistniejącej katedrze, podobnie jak przylegający do niej plac – Domplatz (plac Katedralny).

## Historia

### Czasy przedreformacyjne

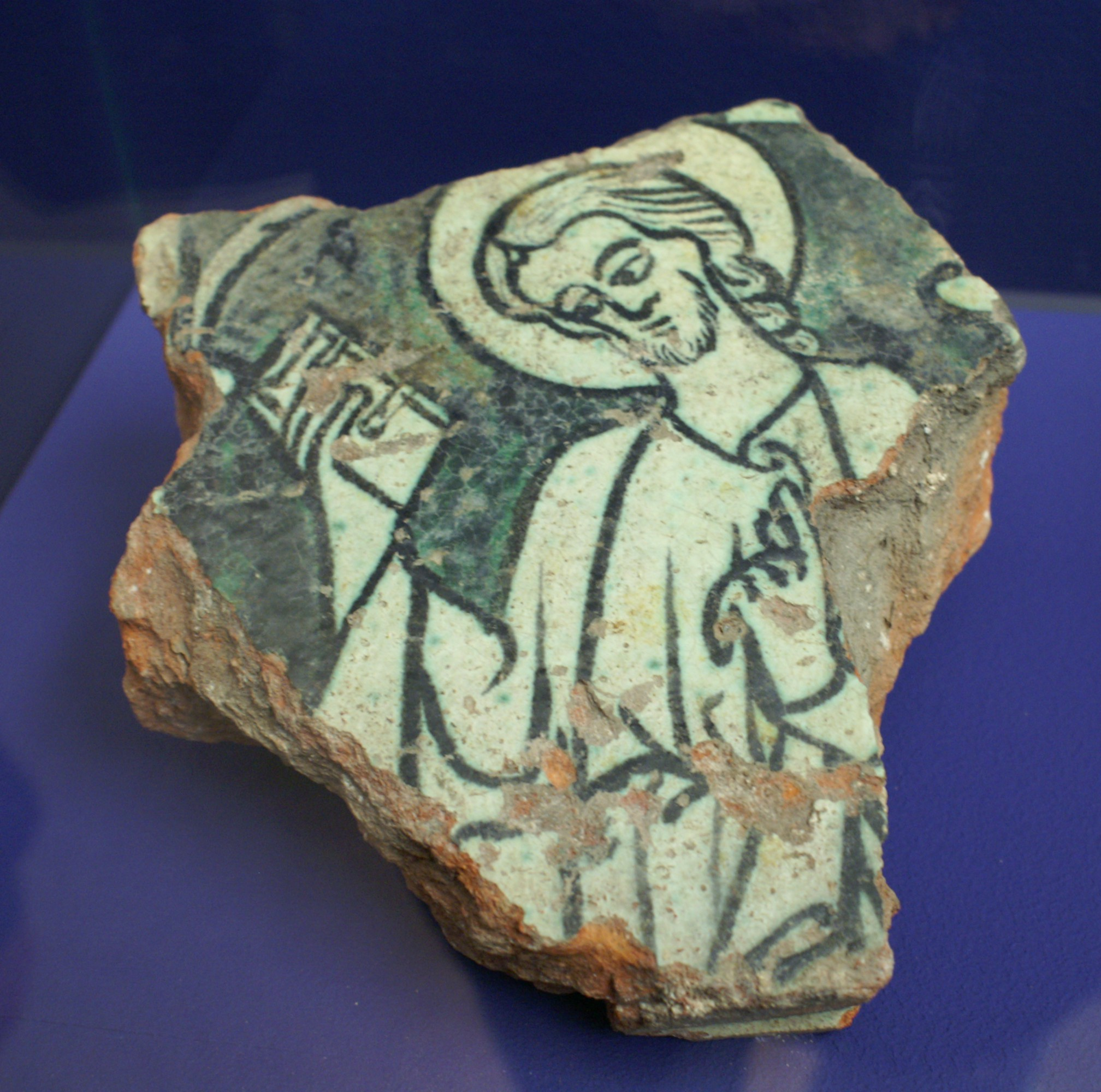
Fragment cenotafu papieża Benedykta V

Pierwszy kościół powstał ok. 831 jako kościół misyjny dla północnych Niemiec i Skandynawii. Ok. 843 kościół ten został zniszczony przez najazd wikingów, w związku z czym w 845 siedziba biskupa została przeniesiona do Bremy. W Hamburgu pozostała tylko kapituła katedralna jako lokalne przedstawicielstwo biskupa. Kościół był w ciągu następnych dwóch stuleci dwukrotnie zniszczony i odbudowany; za panowania biskupa Adalbranda (1035-1043) po raz pierwszy z kamienia. Ślady budowli z tamtego okresu nie są jednak poświadczone archeologicznie. Do czasu rozpoczęcia budowy pobliskiego kościoła św. Piotra katedra Mariacka była jedynym kościołem w całej okolicy.
Kapituła katedralna sprawowała nadzór nad Hamburgiem i lokalnym, kościelnym okręgiem administracyjnym składającym się z Dithmarschen oraz księstw Stormarn i Holsztyn. Mogła ona wybierać proboszczów kościołów miejskich i miała uprawnienia sądownicze w sprawach dotyczących duchownych. Sami członkowie kapituły cieszyli się od 834 immunitetem kościelnym. Katedra i kapituła katedralna były uposażone licznymi prebendami z okolicznych dworów i wsi, przeważnie ze Stormarn. Członkowie kapituły wywodzili się przeważnie z holsztyńskiej szlachty lub z hamburskich warstw rządzących.
W 964 przybył do hamburskiej katedry zdetronizowany, zdegradowany do rangi diakona i zesłany na tu wygnanie papież Benedykt V. Papież zmarł wkrótce w katedrze, a w 988 jego doczesne szczątki zostały zabrane do Rzymu. W katedrze znajdował się jednak aż do jej wyburzenia jego cenotaf.
Po 1245 wzniesiono trzynawową bazylikę, którą konsekrowano 18 czerwca 1329. Pod koniec stulecia poszerzono katedrę o dwie dodatkowe nawy i zmieniono założenie na gotycki kościół halowy. Ta budowla przetrwała zasadniczo aż do jej wyburzenia w 1806. W 1443 wieża katedralna została zwieńczona szpiczastym hełmem. Na początku XVI w. doszła do tego szersza hala. Zamykała ona krużganek od północy i została po raz pierwszy wymieniona w 1520 jako Nige Gebuwte (niem. Neues Gebäude – nowy budynek). Służyła prawdopodobnie jako sala do wygłaszania kazań. Później budowla ta otrzymała nazwę Schappendom – dosł. szafiasta katedra, od szaf (dolnoniem. Schappen), które hamburscy stolarze w niej wystawiali; odbywały się w niej także bożonarodzeniowe jarmarki. To z tamtych czasów wywodzi się współczesna nazwa organizowanego w hamburskiej dzielnicy Heiligengeistfeld (część St. Pauli) jarmarku Hamburger Dom.

### Okres reformacji
Po 1522 zawitała do Hamburga reformacja. Począwszy od 1526 niemal całe mieszczaństwo a od 1528 również rada miasta przyjęły zasady nauki luterańskiej. Marcin Luter na prośbę senatu Hamburga przysłał swojego współpracownika Jana Bugenhagena, który do 1529 wypracował ewangelickie ustawy kościelne (evangelische Kirchenordnung) dla miasta. Chciał on pierwotnie przejąć dochody katedry i kapituły katedralnej i włączyć je do kasy miasta by opłacać z nich kaznodziejów i nauczycieli. Nie mógł jednak osiągnąć w tej sprawie porozumienia z członkami kapituły, którzy w 1529 jeszcze nie byli zwolennikami reformacji. Z tego też powodu wielu z nich opuściło potem Hamburg, a sama katedra była nawet czasowo zamknięta. Sam zaś spór, który toczył się również przed Sądem Kameralnym Rzeszy, mógł być zażegnany dopiero po pierwszej wojnie szmalkaldzkiej (1546-1547) i pokoju augsburskim (1555). W międzyczasie członkowie kapituły przyjęli protestantyzm.
Za pośrednictwem cesarza Ferdynanda I została zawarta Ugoda bremeńska (Bremer Vergleich): kapituła katedralna zrezygnowała w dużej mierze ze swego wpływu na kościół miejski w Hamburgu, zachowała jednak swoje zwierzchnictwo nad katedrą oraz własne dochody i jurysdykcję nad swoimi członkami. Od tego czasu katedra stanowiła swoistą enklawę w Hamburgu, podporządkowaną władzy zewnętrznej – do 1648 podlegała luterańskiemu biskupowi-administratorowi Bremy, natomiast po pokoju westfalskim w 1648 dostała się, podobnie jak i arcybiskupstwo bremeńskie, pod zwierzchnictwo najpierw Szwecji (Księstwo Bremy), a od 1715 księstwa Hanoweru.
Ok. 1772 został przyjęty przez miasto pierwszy plan zakupu nieruchomości katedralnej, nie udało się go jednak zrealizować. Dopiero pod koniec stulecia kapituła katedralna pod naciskiem rządu hanowerskiego sprzedała swoją bibliotekę.

### Wyburzenie katedry

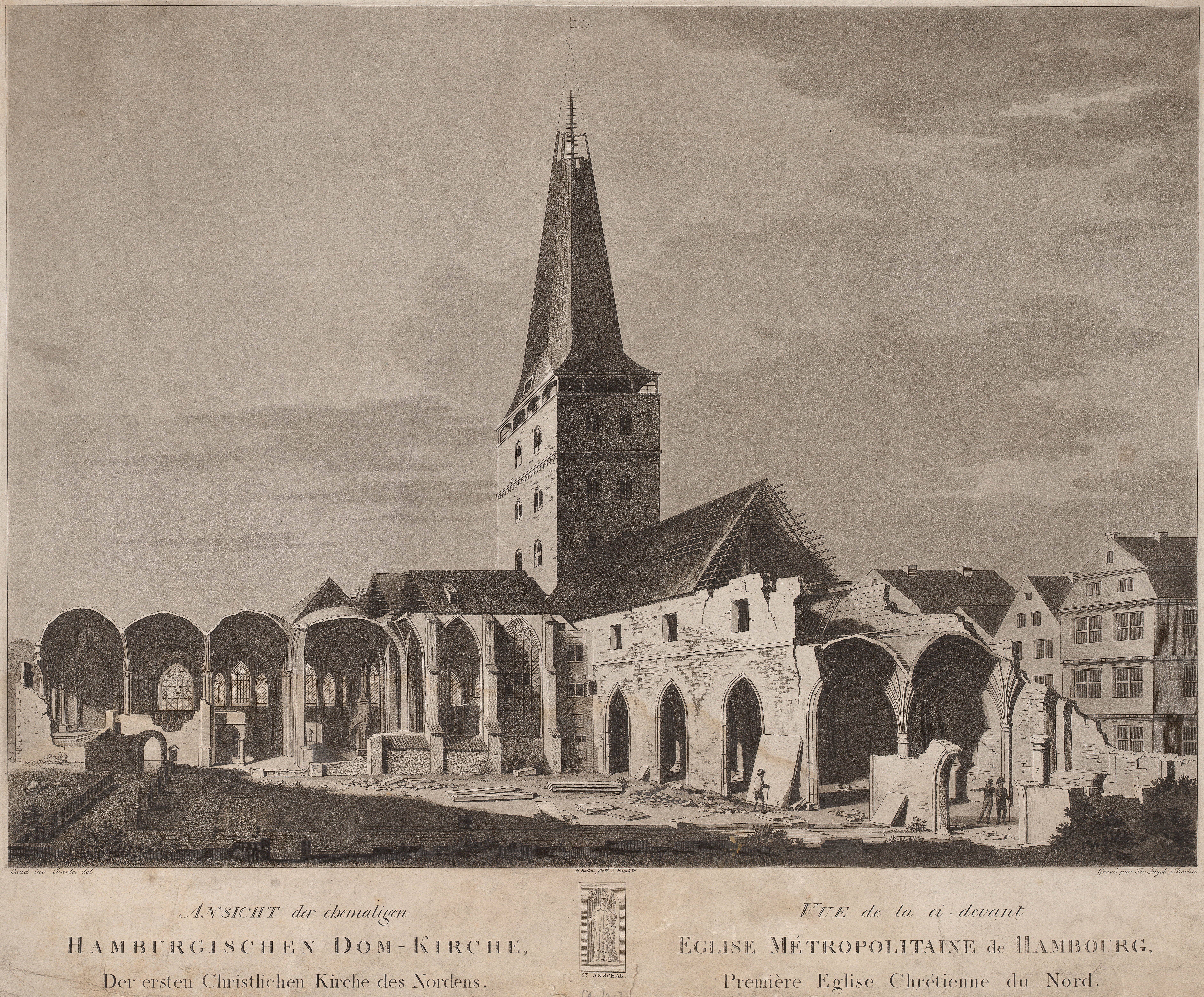
Widok ruin byłej hamburskiej katedry, pierwszej chrześcijańskiej świątyni na północy Europy (1806)

Po przyjęciu w 1803 państwowej ustawy mediatyzacyjnej, tzw. Reichsdeputationshauptschluss katedra hamburska została zsekularyzowana i stała się własnością miasta Hamburga.
Immunitet katedralny w centrum miasta, który leżał w interesie arcybiskupa Bremy, względnie jego politycznych następców, czynił jednak z katedry swego rodzaju obce ciało pośrodku miasta, nie dające się pogodzić z miejsko-republikańską ustawą kościelną i jej prawnymi podstawami. Upadła zatem racja dalszego bytu katedry. W 1806 zapadła decyzja o jej rozbiórce. W oficjalnym uzasadnieniu powoływano się na ogromne obciążenie budowlane katedry oraz na znikome znaczenie małej parafii katedralnej. Również artystyczno-historyczne znaczenie katedry i jej drogocenne wyposażenie nie wzbudzało wówczas żadnego zainteresowania. Wartościowe dzieła sztuki składające się wyposażenie katedry dzięki zaangażowaniu malarza Philippa Otto Runge zostało jednak uratowane i sprzedane, m.in. późnośredniowieczny ołtarz, pochodzący z warsztatu hamburskich mistrzów Absolona Stumme i Hinrika Bornemanna. Część okien ze średniowiecznymi XV-wiecznymi witrażami została przeniesiona do nowo zbudowanego katolickiego kościoła św. Heleny i Andrzeja w Ludwigslust.
Pomiędzy 1838 und 1840 na terenie po wyburzonej katedrze powstała klasycystyczna budowla gimnazjum humanistycznego Gelehrtenschule des Johanneums, przeniesiona na to miejsce z wyburzonego średniowiecznego klasztoru św. Jana, znajdującego się na terenie dzisiejszego Rathausmarkt. Budowla ta, dzieło architektów Carla Ludwiga Wimmela i Franza Gustava Forsmanna, wyszła obronną ręką z wielkiego hamburskiego pożaru w 1842, została jednak zniszczona podczas drugiej wojny światowej wraz z mieszczącą się w niej Państwową i Uniwersytecką Biblioteką Hamburga (Staats- und Universitätsbibliothek Hamburg).

### Nowa katedra Mariacka
W 1893 została oddana do użytku nowa rzymskokatolicka katedra Mariacka, zbudowana w dzielnicy St. Georg, poza hamburskim Starym Miastem. W 1995, po reaktywowaniu archidiecezji hamburskiej, stała się ona siedzibą arcybiskupa.

### Plac Katedralny

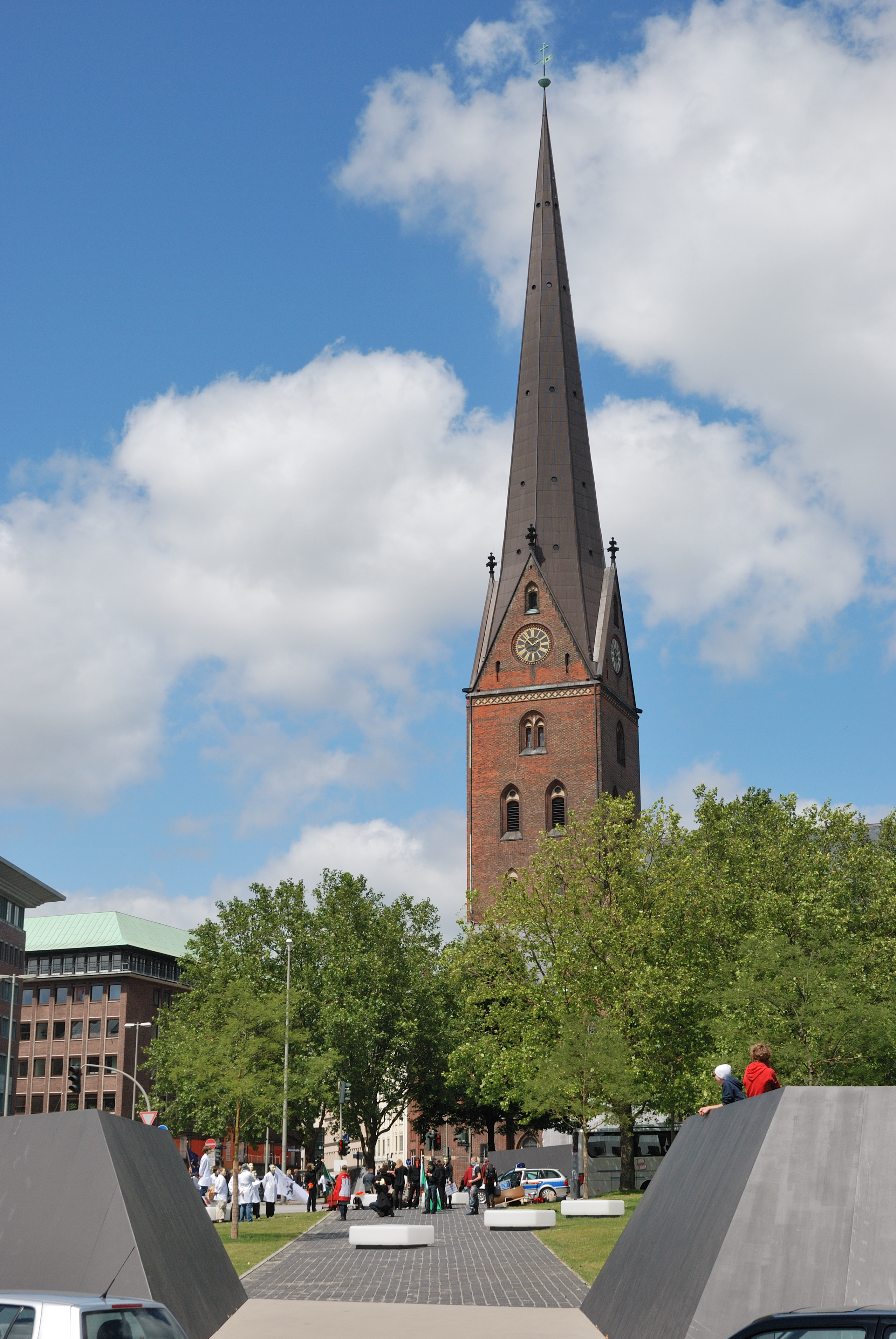
Domplatz z widokiem na kościół św. Piotra. W 2009 oddano do użytku park archeologiczny przedstawiający zarys dawnej katedry.

Do 1955 wyburzono ostatecznie zachowane skrzydło gmachu Johanneum i położone przy Speersort arkady, żeby zyskać miejsce do poszerzenia ulicy. Wytyczono wówczas całkowicie nową ulicę Domstraße prowadzącą od Speersort poprzez teren dawnej katedry do ulicy Ost-West-Straße (obecnie Willy-Brandt-Straße).
Pozostały teren przekształcono z czasem w park miejski. Dyskutowano nad docelowym przeznaczeniem tego terenu, na którym od czasu do czasu przeprowadzano prace wykopaliskowe (1947-1957, 1980-1987 i 2005-2007). Efektem tego były pojedyncze znaleziska, w tym części cenotafu papieskiego. Później postanowiono na tym terenie wybudować nowoczesny, przeszklony budynek, co wywołało protesty mieszkańców. Władze miasta wycofały się więc z tego projektu i przeprowadziły w 2007 za pośrednictwem internetu obywatelską debatę nt. przyszłości tego terenu.
Efektem dyskusji była podjęta w grudniu 2007 decyzja ustanowienia na terenie dawnej katedry parku archeologicznego. Koszt przedsięwzięcia oszacowano na 1,2 mln euro, łącznie ze sporządzeniem planu. Projekt autorstwa spółki architektów Breimann & Bruun zakładał zbudowanie 39 białych kamiennych ław o wymiarach 1,5 × 1,5 m i umieszczonych w pobliżu nich wykopów, zabezpieczonych szybami, ukazującymi resztki filarów dawnej katedry.
Gotowy plac oddano oficjalnie do użytku w maju 2009, po 15 miesiącach budowy. Określono go jako zieloną oazę w centrum miasta, a zarazem jego najcenniejszy historycznie fragment, gdzie zaczęła się jego historia (jako legendarnego Hammaburga). W nocy cały teren parku jest podświetlony.